# Villasenoria
Villasenoria là một chi thực vật có hoa trong họ Cúc (Asteraceae).

## Loài
Chi Villasenoria gồm các loài: